# Ludolf Parisius
Ludolf Parisius, född 15 oktober 1827 i Gardelegen, död 11 mars 1900 i Berlin, var en tysk politiker och författare.
Parisius blev 1858 kretsdomare, avsattes på administrativ väg 1864 till följd av liberal valagitation och slog sig då ned i Berlin, där han tillsammans med Eugen Richter redigerade "Parlamentarische Korrespondenz aus der Fortschrittspartei" och (till 1891) tidskriften "Reichsfreund". 
Parisius, som tillhörde Deutsche Fortschrittspartei, sedermera Deutsche Freisinnige Partei och slutligen Freisinnige Volkspartei, var från 1861 ledamot av preussiska lantdagen samt 1874-77 och 1881-87 av tyska riksdagen. Han skrev en mängd politiska flygskrifter, det samtidshistoriska arbetet Deutschlands politische Parteien und das Ministerium Bismarck, I (1878), flera romaner och noveller samt en biografi över Leopold von Hoverbeck (två band, 1897-1900).